# Montagu Norman
Montagu Collet Norman (6 septembre 1871 – 4 février 1950), 1er baron Norman, est un banquier anglais connu pour avoir été le gouverneur de la Banque d'Angleterre de 1920 à 1944 durant une des plus rudes périodes qu'ait connu l'économie britannique. Il est connu pour son apparence raffinée et artistique.

## Jeunesse et service militaire
Norman est le fils aîné de Frederick Henry Norman et de Lina Susan Penelope Collet, fille de Sir Mark Collet (en), ancien gouverneur de la Banque d'Angleterre. La famille Norman est très connue dans le secteur bancaire. Son frère Ronald Collet Norman et son neveu Mark Norman ont aussi été banquiers. 
Il étudia à Eton, avant de poursuivre ses études au King's College de Cambridge. Il a servi dans le Bedfordshire Regiment auprès la Hertfordshire militia (en) durant la seconde guerre des Boers. Il a reçu le Distinguished Service Order en 1901.

## Banque commerciale
Après avoir passé quelque temps en Europe, il  rejoint la banque Martin en 1892, Brown, Shipley & Co. dont son grand-père maternel est un des associés. Puis, il va en 1894 chez Brown Bros. & Co. de New York dont il devient un des associés avant d'aller combattre en Afrique du Sud. Il quitte Brown en 1915.

## Gouverneur de la Banque d'Angleterre
Il devient un des directeurs de la Banque d'Angleterre (Bank of England) en 1907. Durant la Première Guerre mondiale, il est le conseiller financier de plusieurs services du gouvernement. Il devient vice-gouverneur en 1917 et gouverneur en 1920. Durant son mandat, il fit tout pour rétablir la parité de la Livre par rapport à l'or au niveau de 1913, décision qu'il imposa à Winston Churchill, chancelier de l’Échiquier qui hésitait. L'histoire a cependant retenu la responsabilité entière de Churchill dans cette décision catastrophique qui coûta très cher au Royaume-Uni.   
En effet, malgré ses efforts, il ne parvint pas à imposer un retour au niveau des prix de 1913, ni à empêcher des dévaluations dans beaucoup d'autres pays européens. De ce fait, la livre resta surévaluée pendant les années 1920, ce qui permit à la France de reconstituer sa réserve d'or et affaiblit tout le système monétaire international puis déboucha sur l'abandon de l'étalon de change or le 21 septembre 1931. À la suite de cet abandon, la responsabilité de la réserve d'or du pays fut transférée au Trésor public, ce qui fut un échec pour Norman.  

## Un puissant lobbyiste
Pendant les années 1920, Montaigu Norman a tenté de restaurer l'étalon or international par l'imposition à la conférence de Gênes du système de l'étalon de change or destiné à économiser les réserves d'or des banques centrales et par l'établissement en Europe centrale de banques centrales aussi indépendantes que possibles des pouvoirs publics et ayant pour seul objectif la stabilité monétaire. Cette politique réussit dans l'ensemble après les épisodes hyper inflationnistes de 1922-23, et la Banque d'Angleterre domina le système monétaire international malgré sa faiblesse intrinsèque (livre surévaluée, réserves limitées) jusqu'à 1931.
Son opposition à la volonté française de reconstituer au maximum sa réserve d'or et à son intransigeance  pour le paiement des réparations allemandes de la Première Guerre mondiale, fut très marquée : ainsi, il écrivit qu'il « ajoutait les Français à sa liste de brebis galeuses à côté des juifs, des experts-comptables et des Écossais ! » On lui attribue une part des responsabilités dans les attaques contre le Franc sur les marchés monétaires qui obligèrent le gouvernement français à évacuer le Ruhr en 1924 et à accepter le plan Dawes sur l'étalement des réparations allemandes.
Ses relations avec l'Allemagne nazie sont controversées : son rôle sur le transfert de la réserve d'or tchèque en dépôt à la Banque des règlements internationaux au profit de l'Allemagne en 1939 a été critiqué : en effet, il était ami d'Hjalmar Schacht, président de la Reichsbank et était le parrain de l'un de ses petits-fils. Il fut un membre assidu du Cliveden set, lobby pacifiste et pro-allemand de l'entre-deux-guerres, animé par Lady Astor.

## Honneurs
Fait conseiller privé (PC) en 1923, le 13 octobre 1944, après sa retraite il est créé baron Norman, of St Clere dans le comté du Kent.

### Décorations honorifiques
- Compagnon dans l'ordre du Service distingué
- Grand officier de l'ordre de la Couronne

## Vie privée
Le 2 novembre 1933, il épouse Priscilla Cecilia Maria Reyntiens, petite-fille de Montagu Bertie, 7e comte d'Abingdon.  Il meurt en 1950 d'une attaque d'apoplexie.